# Molnár Péter (építész)
Molnár Péter (Budapest, 1925. július 14. – Budapest, 2000. augusztus 27.) Ybl Miklós-díjas magyar építész. Emlékére alapították 2004-ben a Molnár Péter-díjat.

## Életpályája
Piarista diák volt és rajztehetsége vitte őt a Magyar Királyi József Nádor Műegyetem építész karára. A háború megszakította tanulmányait, behívták katonának és francia hadifogságba került. 1946-ban tért haza. 1949-ben szerzett diplomát. 1948-tól dolgozott a MATI-ba (Magasépítési Tervező Iroda) Lauber László mellett. 1950-ben a KÖZTI-be Gádoros Lajoshoz került, és már 1952-ben átadták első művét a Megyei Tanács Irodaházát Debrecen főutcáján. 1953-57 között a LAKÓTERV munkatársa.
A Mesteriskola megalakulásával 1953-ban Janáky István lett a mestere. Ebben az időben tervezte a Siófoki Meteorológiai Obszervatórium épületét. „Építészettörténeti szempontból is kiemelkedő Molnár Péter alkotása, amely az ötvenes évek közepén, a szocreál ideológiai nyomással terhelt időszakában született, ugyanakkor messze előremutat a hatvanas években kibontakozó irányzatok felé.” 1956-ban Janáky vezetésével, tervezték, Körner Józseffel, Vass Antallal és Zilahy Istvánnal együtt az Isztambuli Kavala szállót, mely nem valósult meg.
1957-ben több hónapra internálták Tökölre és Kistarcsára. Szabadulása után az Ipari Épülettervező Vállalatba lépett be. 1961-re elkészült az OTP háztömbje a Széchenyi rakparton. Művei ebből az időből: Ganz Acélöntöde, a Kőbányai mozi (1964), és a Gorkij (ma: Városligeti) fasori Mechlabor Székháza. 1964-ben kapta első Ybl-díját, valamint a São Pauló-i VIII. Építészeti Biennále diplomáját. Épült a Vituki, a Fémmunkás kecskeméti telepe és az Energiagazdálkodási Intézet (EGI) Bem rakparti irodaháza, 1969-ben, az NDK-ban, – Gera – dolgozott a jénai városközpont tervein.
1970-től a MÉSZ Mesteriskola tanára és egyben tanulmányi felelőse is, több cikluson keresztül. Ebben az időben díszletterveket is készített, többek között Latinovits Zoltán felkérésére, Gorkij: Kispolgárokhoz. Ugyan ebben az időben szobor talpazatokat is tervezett.
Molnár Péter elsősorban épületein keresztül ismerhető, azonban, értékes grafikái, akvarelljei, kisregénye és elbeszélései bizonyítják sokoldalú tehetségét.
„…a Finom falat állt legközelebb a Kristóf téren. Ide gyakran lejártak a közeli Iparterv munkatársai – Molnár Péter, Juhász mester, Minári Olga és nyilván mások is -, s hamar kialakult a szellemi ingázás. A hidat persze itt is Kondor Béla alkotta, akinek közeli műterme lett esténként a presszó diszkurzusok folytatásának színhelye…” 
Dr. Ivits Iván statikussal hosszú időn keresztül foglalkoztak a függesztett kötélszerkezetek alkalmazásának kérdéskörével. Ennek eredményeképpen épült fel 1975-78 között a Székesfehérvári ARÉV sportcsarnok és 1976-81 között a December 4 Drótművek Miskolci szerelőcsarnoka.
UNESCO-ösztöndíjjal Németországban és Svájcban is volt, majd a benghazi légikikötő hangárépületét és klubját tervezte, közben megnyerte a ferihegyi csarnok tervpályázatát de a megvalósulási tervezést már nem kapta meg. 1980-ban arab egyetemek, főiskolák tervein dolgozott. 1982-ben, New Yorkban, 1986-ban Kínába járt a Mesteriskolával. 1984-ben készült el az Országos Mentőszolgálat új telephelye a Róbert Károly körúton. 1988-ban a Kereskedelmi Tervező Iroda (KERTI) munkatársa lett, majd a BUDAPLAN 2000 Kft. tagja. 1990-ben elkészült a Tűzoltóság Országos javítóbázisa Kőbányán, mely otthont ad a járműjavításhoz szükséges összes technikai berendezésnek.
1990-94 között Sylvester Ádámmal és Vajai Tamással együtt már nyugdíjasként megalapította a Tér 4 építész Kft.-t. 1993-ban Sylvester Ádámmal tervezte a KONTRAX székházat az Egressy út és Róbert Károly körút sarkán.. 1995-ben készült el Budán a Tárkony utcai ikervilla.
„Molnár divatoktól mentesen, funkciónak megfelelő tiszta formavilággal tervezte házait, igényesen és precízen kimunkálva a legapróbb részleteket is.”
1995-ben kilépett a Tér 4 Kft.-ből, még 1998-ban elkészült a székesfehérvári ARÉV sportcsarnok bővítése. Mindamellett újra festett és rajzolt, építész szakmai nyűgeit elhajítva fényképezett, esszéket írt és közölt, életrajzi regénybe kezdett, otthonülővé vált. Majd 2000. augusztus 27-én meghalt. Hamvait 2000. szeptember 15-én a budapesti remete-kertvárosi templomban helyezték örök nyugalomra. Álljon itt Molnár Péter vallomása:
„Igen önző vagyok, de magamhoz kegyetlen. Sok mindenben nem hiszek, amiben érdemes lenne hinni talán, és olyasmikben, amikben hinni kényelmetlen, noha hitemben megerősít a napi tapasztalás. Az emberi gonoszság, a gyűlölet és butaság örökkévalóságában hiszek. Bár ne hihetnék!”
Özvegye, Baló Borbála és a HAP galéria „Molnár Péter emlékdíjat” alapított, melynek első átadása a 2004-es kiállítás alkalmából került sor. A díjjal az alapítók az építészeti kultúra magas szintű művelőjének és terjesztőjének tevékenységét kívánja elismerni.

## Díjai, elismerései
- Ybl Miklós-díj (1964)
- Ybl Miklós-díj (1985)
- Csonka Pál-érem (1992)[12]

## Művei
- 1952. Megyei Tanács irodaháza. Debrecen.
- 1952-1955. Siófoki Meteorológiai Obszervatórium
- 1958-1961. Budapest, V. Széchenyi rkp. 6. OTP lakótömb. (Mülbacher Istvánnal)[13]
- 1962. Budapest, VII. Gorkíj (ma: Városligeti) fasor 25-27. MECHLABOR székház. (lebontva, ma autóparkoló)
- 1963. Budapesti Nemzetközi Vásár Főpavilon tervpályázat (Lágymányos) II. díj.(Társak: Bene László, Mülbacher István, dr. Kollár Lajos statikus.)
- 1964. Budapest, X. Pataky István (ma: Szent László) tér. Kőbányai Mozi. (Mülbacher Istvánnal)
- 1965. Nemzeti Színház tervpályázat III. díj. (Tokár Györggyel)
- 1966. Budapest, II. Bem rkp. 33-34. EGI székház. (ma: NOVOTEL szálló)  Archiválva 2010. december 3-i dátummal a Wayback Machine-ben
- VITUKI
- FÉMMUNKÁS Kecskeméti telep
- 1969. NDK. Jénai városközpont tervezése.
- 1972. Budapest. Hunnia hangstúdió.
- 1975-1978. Székesfehérvár. Gáz utca 19. ARÉV Sportcsarnok (Ivits Ivánnal)
- 1976-1981. December 4. Drótművek. Miskolc. Besenyői út
- 1978. Budapest Közforgalmi repülőtér tervpályázat I. díj. (Kóris Jánossal és Sylvester Ádámmal.Nem valósult meg)
- 1984. Budapest, XIII. Róbert Károly krt. 77. Országos Mentőszolgálat Központja.
- 1987. Budapest, III. Szentlélek tér 6. Vasarely Múzeum.[halott link]
- 1990. Budapest, X. Ezüstfa utca 8. Tűzoltóság Országos Javítóbázisa.(Benczur Lászlóval és Kóris Jánossal[halott link])
- 1993. Budapest, XIII. Hungária krt. és Egressy út sarok. KONTRAX irodaház. (Sylvester Ádámmal).
- 1995. Budapest, II. Tárkony utca 9 Ikervilla.(CONFECTOR Mérnökiroda Kft)
- 1998. Székesfehérvár. Gáz utca 19. ARÉV Sportcsarnok (bővítés.)

### Egyéni kiállítások
- 1988. Vasarely Múzeum.
- 2004. HAP. Galéria

### Válogatott csoportos kiállítások
- 1965. Építész Biennálé. São Paulo (BR).

### Prózai írásai
- Molnár Péter (1925-2000) Felülről körözve: Molnár Péter prózai írásai- (Budapest: HAP Galéria, 2005) Bodnár György előszavával

### Képgaléria

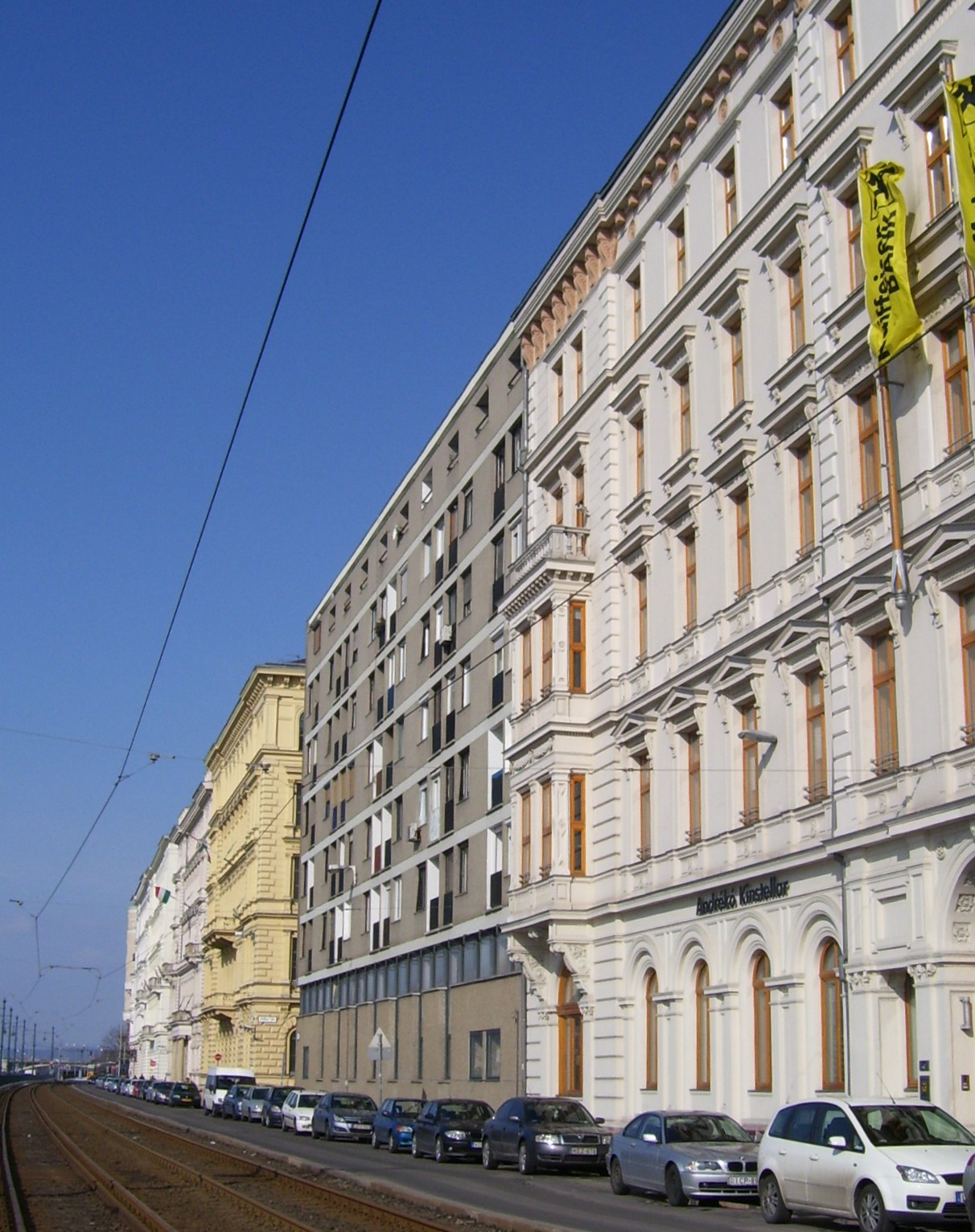
Bp.V.Széchenyi rkp.6. OTP-lakóház. 1958-61
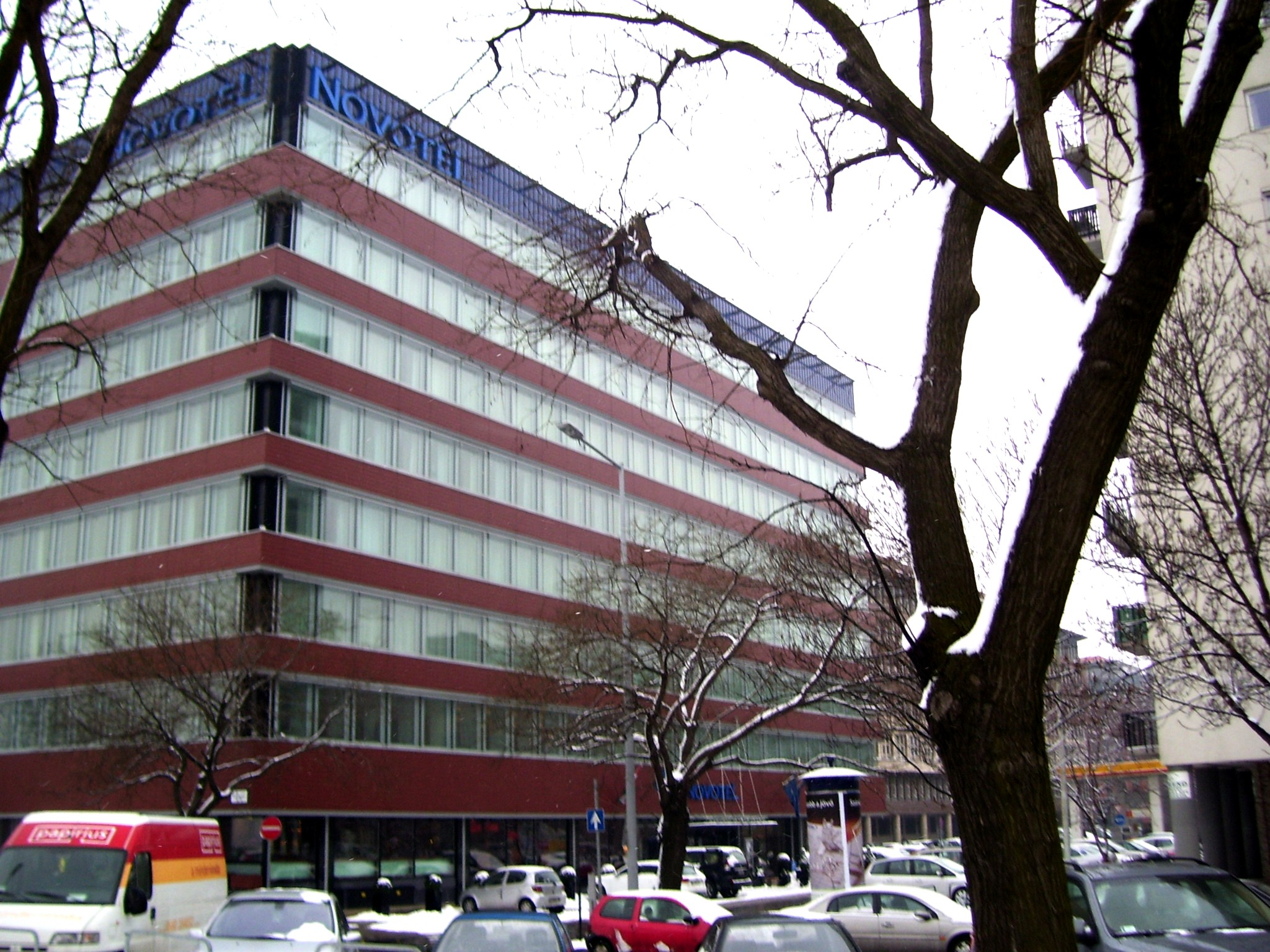
EGI székház. (Ma. NOVOTEL szálló)
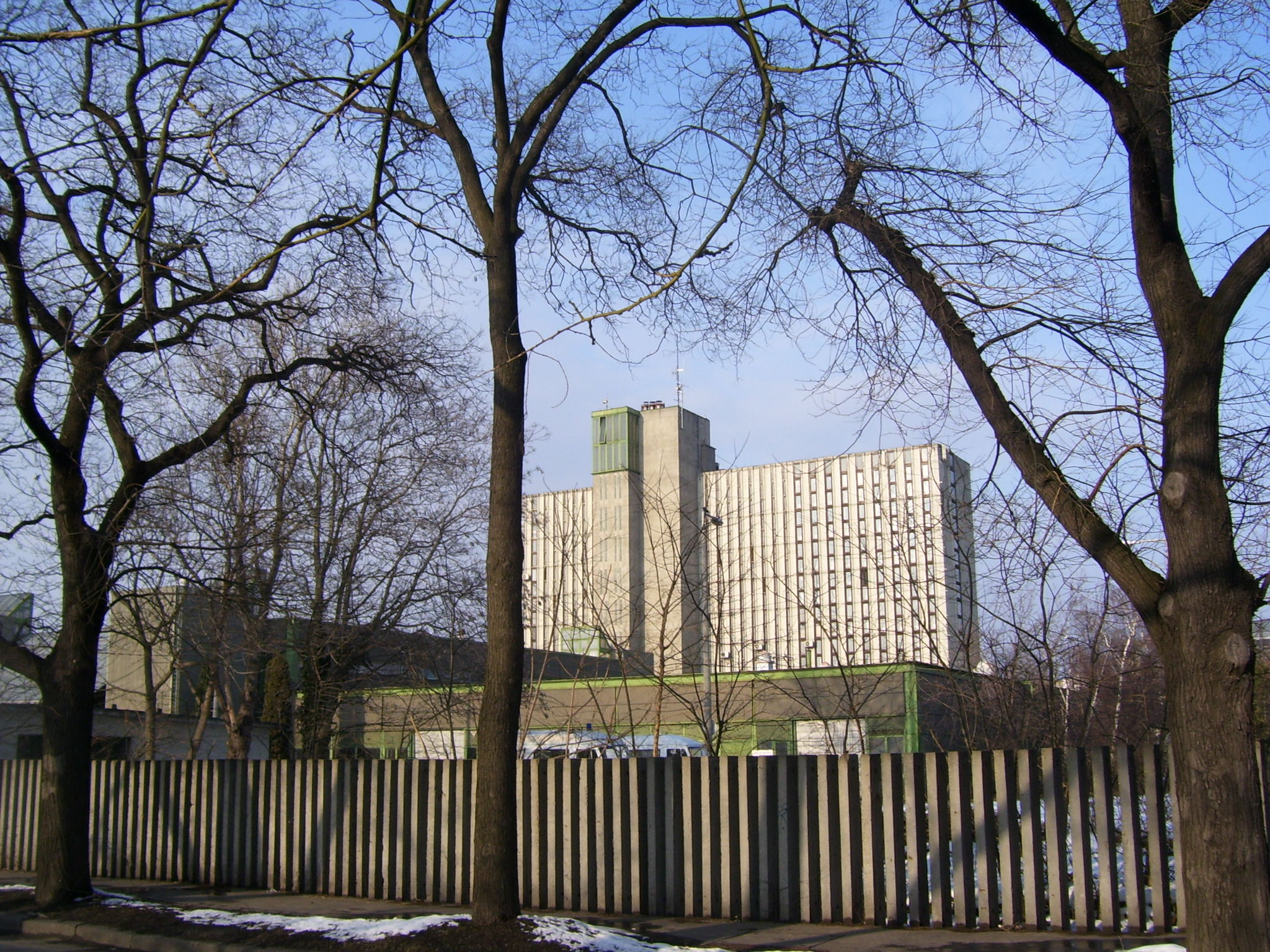
Országos Mentőszolgálat központi telepe. 1984
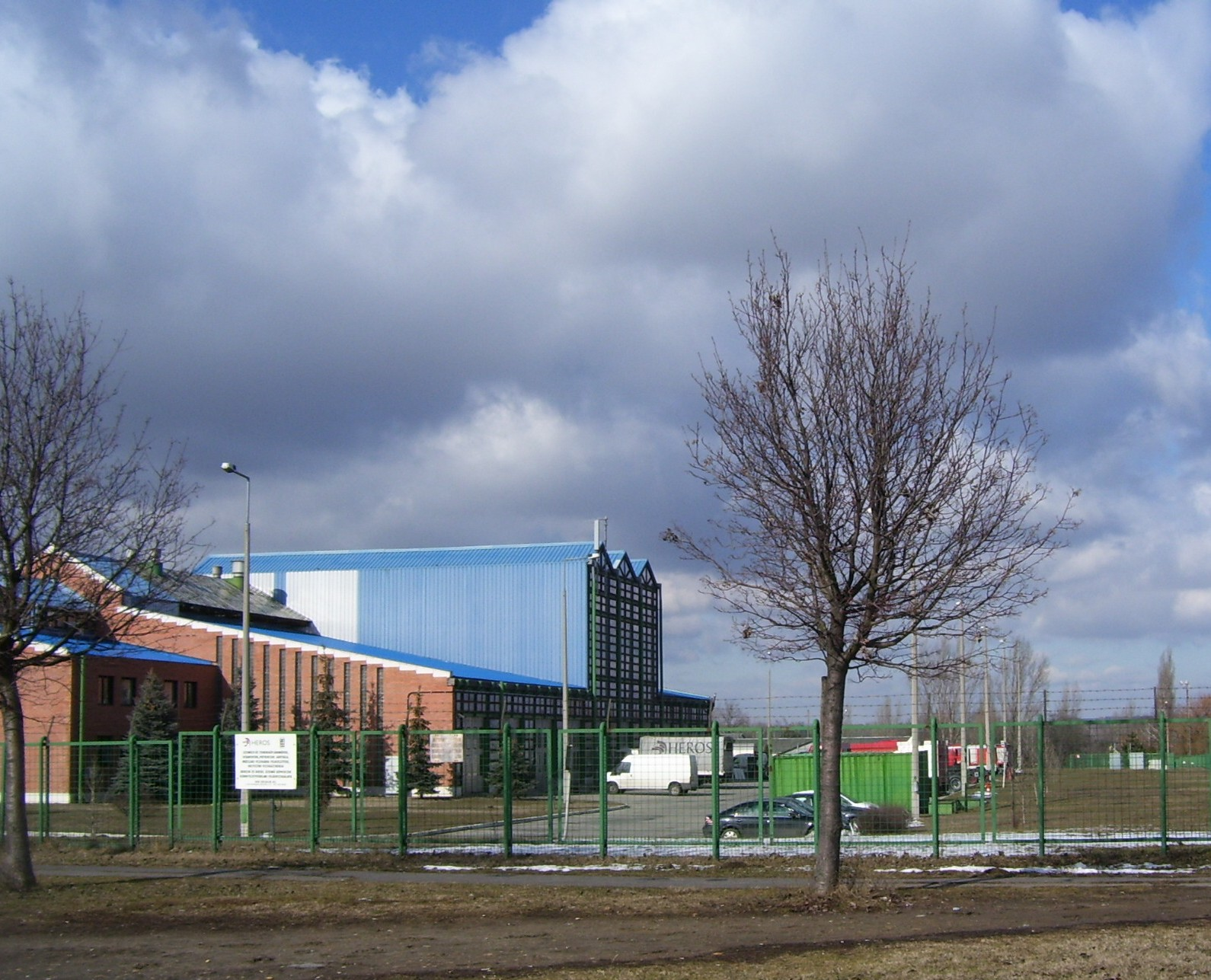
Tűzoltóság Országos Javítóbázisa Kőbányán 1990
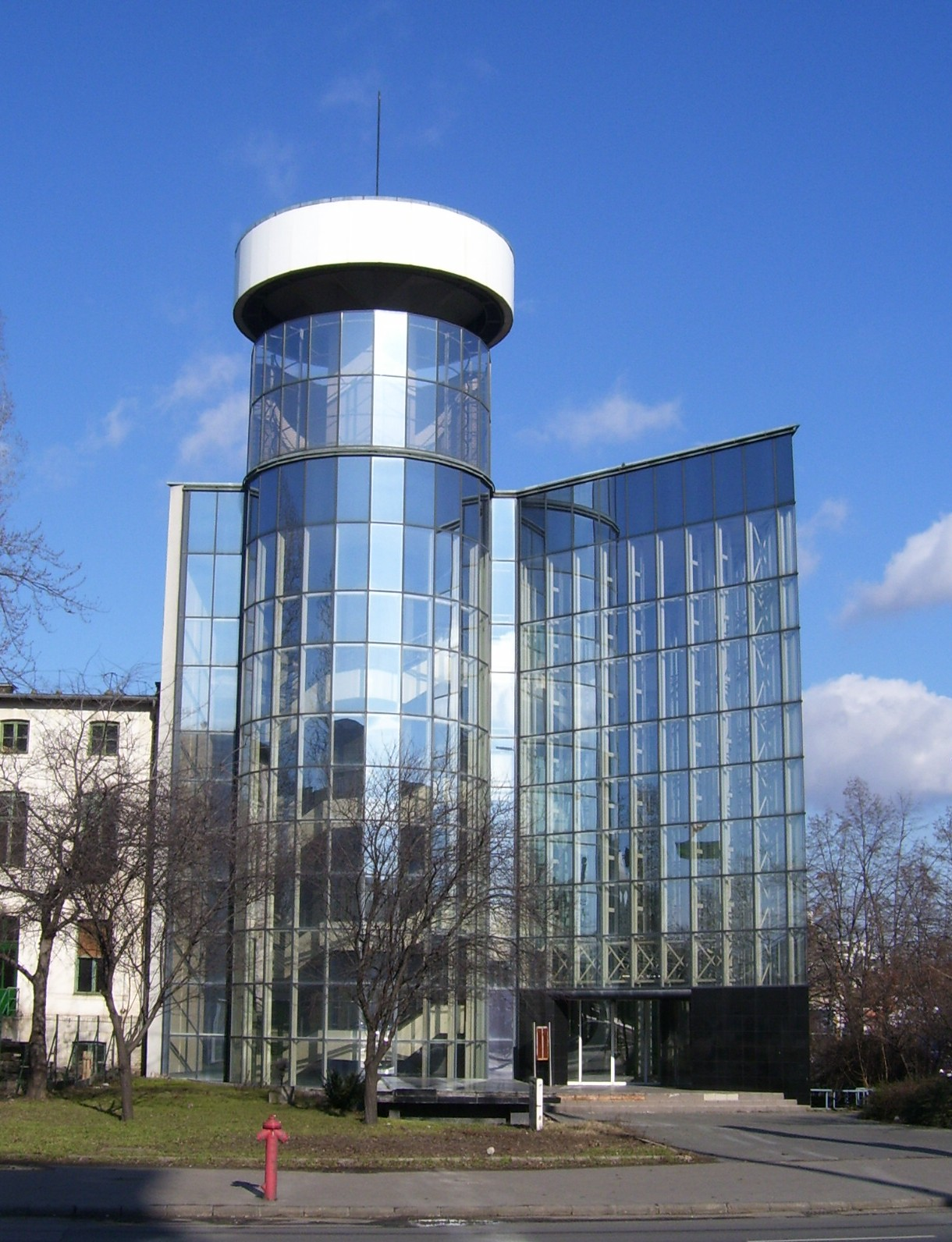
KONTRAX székház. Hungária krt. felől. 1993
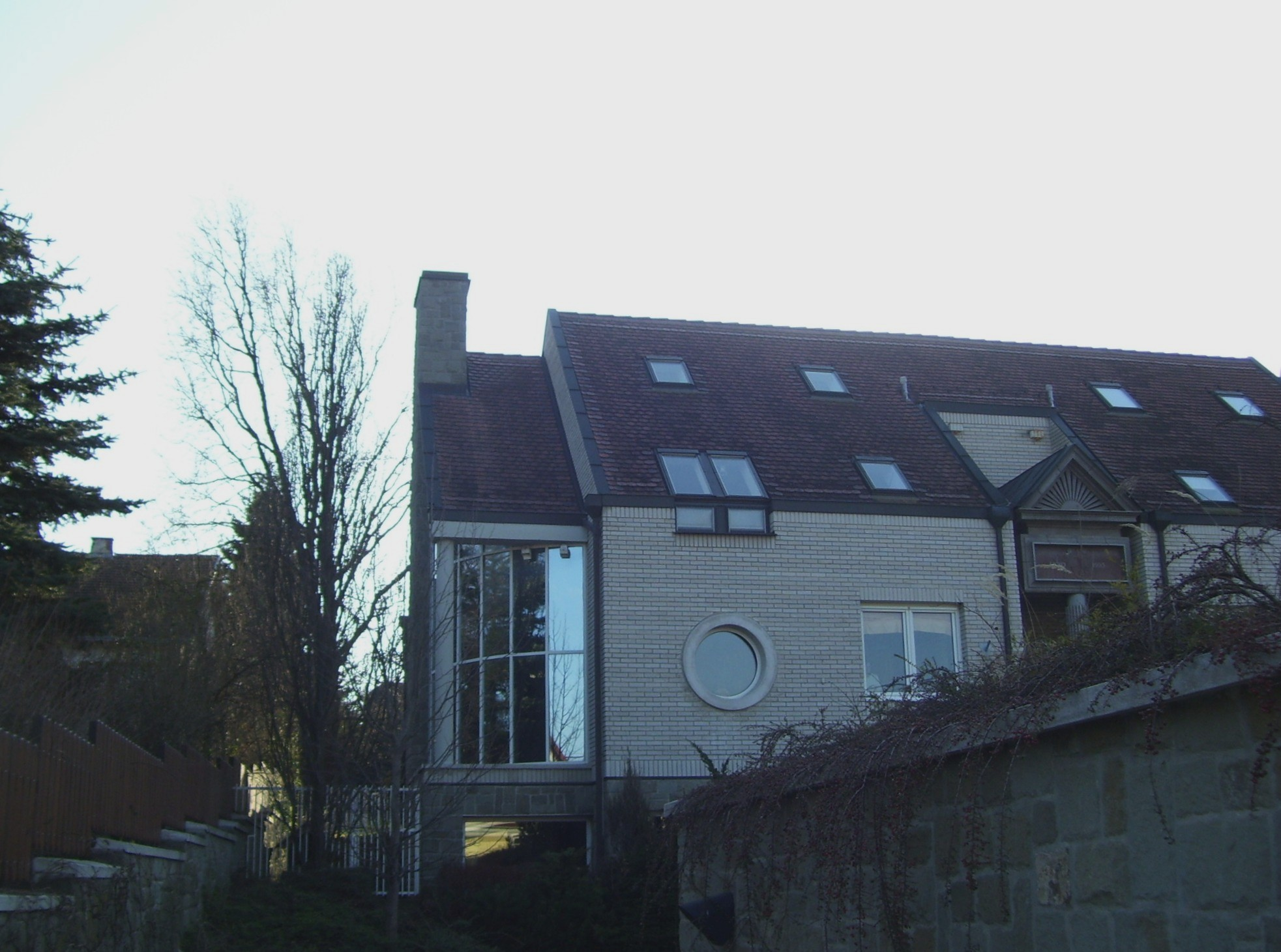
CONFECTOR Kft. Tárkony utcai homlokzat